# すぎ恵美子
すぎ 恵美子（すぎ えみこ、1959年12月7日 - 2007年2月10日）は神奈川県横浜市出身の漫画家。血液型はA型。横浜市立桜丘高等学校卒業。

## 経歴・作風
1977年、小学館の少女漫画雑誌『少女コミック』（増刊12月21日号）に掲載された『12月のミステリー』で、18歳（高校3年生）で漫画家デビュー。以来『ちゃお』、『少女コミック』、『プチフラワー』、『Cheese!』、『プチコミック』など小学館が発行する数多くの少女漫画誌に幅広い作品を発表した。
主に女子中学生から高校生を対象とした雑誌で作品を発表。レディコミ風の作品や、『ちゃお』などに掲載された小学生が主役の作品もある。女性向けの性的な要素を含む作風で知られる。掲載誌によっては、また特に後期の作品には際どい、あるいは直接的な性描写を含む作品が多い。
2005年11月末から胃癌のため入院。退院後は、闘病を続けながら読み切り作品などの執筆を行っていたが、2007年2月10日に47歳で死去。漫画家生活30年の節目の年でもあった。

## 作品リスト

### 漫画
- ア・リ・サ
- 愛†少女（ガール）
- お兄ちゃんにはわかるまい!
- くちびるから魔法（マジック）
- げっちゅー♥
- 子供じゃないモン!
- 砂糖菓子少年（シュガー・ボーイ）
- すぎ恵美子傑作集
  - 1 / UワクCテネ（ユーワクシテネ）
  - 2 / 抱きしめてミッドナイト
  - 3 / あ・ぶ・な・い男女交際
  - 4 / 夏・体験しましょ♥
  - 5 / JUN-AI天使
  - 6 / ろまんちっく迷宮（ラビリンス）
  - 7 / ときめき♥えるサイズ
- すぎ恵美子 LOVE LESSON
  - 1 / ラブ♥ハンター・REN
  - 2 / くる★くる みらくる
  - 3 / D-BOY
- 東京★エロガンス
- マジカル★チェイサーAKI
  - 自身初の小学生が主人公の漫画。「ちゃお」にて連載。
- ラブ・クリニック
- ラブラボ 〜恋愛実験室〜
- 水戸黄門外伝 DokiDokiアキの忍法帳
  - 「小学五年生」2006年9月号-2007年1月号・3月号に連載。テレビドラマ版『水戸黄門』を原案としている[要出典]。この作品がすぎの遺作になった。年度替わりに重なったため訃報は連載誌には載らず、単行本に友人漫画家の藤田和子・篠原千絵と編集部のコメントが掲載された。
- ♂（あだむ）と♀（いぶ）の方程式
- AOI♥こと♥したい
- Cherryのまんま
- EMIKOのセンセーショナルLOVE
  - 1 / カップルズ
  - 2 / 彼と彼女とガーターベルト
- HONEY LOVE COLLECTION
  - 1 / ボディー・トーク
  - 2 / まりあーじゅ
- R-18
- U・BU♥U・BU
- USAGIちゃんねる
- W&W（ワンダー・ウエディング）

### イラスト集
- すぎ恵美子イラスト集 よくわかる♂と♀の方程式

### イメージ・アルバム
- すぎ恵美子 DOKI2 WAKU2 Sound Station（発売 / プラッツ（現・プラッツアーティスト）、販売 / 日本コロムビア、サウンドプロデュース / 高野富士雄）

### 挿絵
小泉まりえ（全て小学館 パレット文庫）
- 彼の気持ち知りたいの
- ハートをください

是方那穂子（全て小学館 パレット文庫）
- 小説 ♂と♀の方程式（全2巻）

杉本りえ（全て集英社 コバルト文庫）
- あまくあぶない三代目（前編 / 後編）
- 恋、スリリング
- 走れ!恋かけて

山本文緒（全て集英社 コバルト文庫）
- おまえがパラダイス
- ドリームラッシュにつれてって

## 余談
『げっちゅー♥』のワンシーン（膣痙攣のために病院に車で移動中に交通事故に遭い、「仕方なく徒歩で病院へ行った」二人が 立位で性交中のまま街中を歩くという、少女漫画としてはかなり過激な表現があるシーン。「SHINと繋がったままこんな街中歩くなんて頭がフットーしそうだよおっっ」という台詞がネット上で話題となった。）が2ちゃんねるをはじめとするネット上でたいへん有名だったこともあり、逝去の際にはその早すぎる死を悼んで、2ちゃんねるの少女漫画板のTOP画像が、2007年2月28日まで「すぎ恵美子先生のご冥福をお祈りいたします」という文字が書かれたものに差し替えられた。